# The New Scooby and Scrappy-Doo Show
The New Scooby and Scrappy-Doo Show è una serie di cartoni animati prodotti da Hanna-Barbera Productions e distribuiti da Worldvision Enterprises Inc., con tutti i personaggi della stessa creazione ed è composta da 2 stagioni da 26 episodi. Nella seconda stagione è stato cambiato il titolo in The New Scooby-Doo Mysteries ed è stata trasmessa in Italia nel 1986.

## Personaggi
La Misteri & Affini è la squadra protagonista della serie composta da:
- Scoobert "Scooby" Doo: è un alano parlante, fifone e sempre affamato. Il suo migliore amico è Shaggy, e i due vengono "usati" dal resto della gang come esche per far abboccare il mostro del giorno in trappola.
- Norville "Shaggy" Rogers: è un ragazzo alto e snello con capelli castani e indossa sempre una maglietta verde e pantaloni rossi. Come il suo partner Scooby, ama mangiare ma è molto fifone.
- Daphne Blake: è una giovane ragazza attraente che si caccia sempre nei guai. Suo padre sponsorizza la gang e le ha regalato il furgoncino. Hai i capelli rossi è una carnagione chiara. Veste un abito viola, calze e frontino color porpora e un foulard verde.
- Scrappy Doo: è un piccolo alano, nipote di Scooby. Al contrario dello zio, Scrappy, è molto coraggioso e tende ad affrontare i mostri alzando i pugni e recitando la frase "Potere ai piccoli!".
- Mystery Machine: furgoncino che accompagna i ragazzi in ogni loro avventura.

Solo in alcuni episodi della seconda stagione, The New Scooby-Doo Mysteries appare il resto della gang come guest stars:
- Velma Dinkley: è una ragazza molto intelligente e saccente, cervellona del gruppo. Mettendo insieme gli indizi che trova viene sempre a capo del mistero. Durante la serie appare come guest star in alcuni episodi visti i suoi impegni come ricercatrice pluripremiata della NASA.
- Frederick "Fred" Jones: è un ragazzo alto e dai possenti muscoli e molto coraggioso. Ha i capelli biondi e veste una maglia bianca, blue jeans e un foulard arancione. Di solito leader della gang, vista la sua assenza per il suo lavoro come scrittore, appare solo in alcuni episodi per aiutare la gang.

## Doppiaggio

### Personaggi principali
| Personaggio   | Voce originale | Voce italiana       | Voce italiana       |
| Personaggio   | Voce originale | 1º doppiaggio       | 2º doppiaggio       |
| ------------- | -------------- | ------------------- | ------------------- |
| Scooby-Doo    | Don Messick    | Enzo Consoli        | Roberto Gammino     |
| Shaggy Rogers | Casey Kasem    | Luca Dal Fabbro     | Simone Mori         |
| Daphne Blake  | Heather North  | Laura Boccanera     | Rossella Acerbo     |
| Scrappy-Doo   | Don Messick    | Roberto Del Giudice | Fabrizio Manfredi   |
| Fred Jones    | Frank Welker   | Fabio Boccanera     | Massimo De Ambrosis |
| Velma Dinkley | Marla Frumkin  | Susanna Fassetta    | Tiziana Avarista    |

### Altri personaggi
| Personaggio                            | Voce originale  | Voce italiana     | Voce italiana              |
| Personaggio                            | Voce originale  | 1º doppiaggio     | 2º doppiaggio              |
| -------------------------------------- | --------------- | ----------------- | -------------------------- |
| Nedley Blake (ep. 1x8)                 | ?               | Massimo Dapporto  | -                          |
| Mumsy-Doo (ep. 1x25-26, 2x17-18)       | Don Messick     | ? (2x17-18)       | Miranda Bonansea (1x25-26) |
| Dada-Doo (1x25-26, 2x17-18)            | Don Messick     | ? (2x17-18)       | Bruno Scipioni (1x25-26)   |
| Maggie Rogers (1x25-26)                | B.J. Ward       | -                 | Eleonora De Angelis        |
| Whoopsy-Doo (1x25-26)                  | Don Messick     | -                 | Vittorio Stagni            |
| Wilfred (1x25-26)                      | ?               | -                 | Massimo De Ambrosis        |
| Dracula (2x15-16)                      | Frank Welker    | Norman Mozzato    |                            |
| Presidente degli Stati Uniti (2x17-18) | John Stephenson | Rodolfo Bianchi   |                            |
| Senatore Bullhorn (2x17-18)            | ?               | Sandro Pellegrini |                            |
| Dooby Dooby Doo (2x20)                 | Don Messick     | Teo Bellia        | Tee Bellia                 |
| Signora Fitzwig (2x25-26)              | Tress MacNeille | Alina Moradei     | Don Messica                |
| Winslow Nickleby (2x25-26)             | Frank Welker    | Sandro Pellegrini | -                          |
| Avvocato (2x25-26)                     | Frank Welker    | Rodolfo Bianchi   | -                          |

## Episodi
| Stagione         | Episodi | Prima TV Originale |
| ---------------- | ------- | ------------------ |
| Prima stagione   | 26      | 10 settembre 1983  |
| Seconda stagione | 26      | 8 settembre 1984   |